# Garaga Doddi, Koratagere
Garaga Doddi là một làng thuộc tehsil Koratagere, huyện Tumkur, bang Karnataka, Ấn Độ.